# Ronn Moss
 (juillet 2009).
Si vous disposez d'ouvrages ou d'articles de référence ou si vous connaissez des sites web de qualité traitant du thème abordé ici, merci de compléter l'article en donnant les références utiles à sa vérifiabilité et en les liant à la section « Notes et références ».
Ronald Montague Moss (Né le 4 mars 1952 à Los Angeles) plus connu sous le nom de Ronn Moss est un acteur, musicien, chanteur et compositeur américain.
De 1987 à 2012 il est connu pour son rôle de Ridge Forrester le styliste des créations 'Forrester' dans la série Amour, Gloire et Beauté (titre original 'The Bold And The Beautiful').

## Les débuts
Ronn est né et a grandi à Los Angeles. Jeune garçon, il évoluait déjà dans le monde de la musique. Dès l'âge de 11 ans, il commença à jouer des percussions, de la guitare et de la basse électronique. En 1976, en tant que bassiste, il rejoint le chanteur/guitariste Peter Beckett, le guitariste/claviériste J.C. Crowley et le batteur John Friesen pour former le groupe de musique Player. Dans un garage dans le Hollywood Hills, Player ont composé leur chanson qui allait bientôt attirer l'attention de l'impresario de music Robert Stigwood qui les signera chez RSO Record. Il a fait des tournées avec son groupe et a fait publier l'album Undercovered récemment.

## À la télévision
En 1987, on proposa à Ronn Moss d'incarner 'Ridge Forrester' dans la nouvelle série télévisée Amour, Gloire et Beauté. Ronn accepta la proposition et depuis, son rôle a charmé plusieurs millions de fans. De nos jours, Ronn est plus connu pour son rôle de Ridge Forrester et quelquefois il parle au monde entier de sa vie et de sa célébrité.
Le 11 août 2012, après avoir joué le personnage de Ridge Forrester pendant 25 ans, Ronn Moss aurait quitté la série Amour, Gloire et Beauté, à la suite du refus de la production d'augmenter son salaire.
Le dernier épisode où apparait l'acteur est diffusé le 14 septembre 2012 aux États-Unis (Le 10 octobre 2014 en France sur France 2).

## Vie privée
Ronn Moss a été marié à l'actrice Shari Shattuck (Ashley Abott dans la série Les Feux de l'amour) de janvier 1990 à juillet 2002. Ensemble ils ont eu deux enfants - Creason Carbo née le 26 février 1994 et Calee Maudine née le 19 novembre 1998.
Il a été ensuite avec Jeanne Mas.
Il s'est remarié en 2009 avec l'actrice Devin DeVasquez.

## Distinctions

### Récompenses
- Daytime Emmy Awards 2015 : Meilleures nouvelles approches (série télévisée dramatique) pour The Bay partagé avec Gregori J. Martin, Kristos Andrews, Nadine Aronson, Carol C. Hedgepeth, Anthony Aquilino, Braxton Davis, Devin DeVasquez, Mary Beth Evans, Celeste Fianna, Jade Harlow, Lilly Melgar, Eric Nelsen, Sainty Nelsen, Jared Safier, Derrell Whitt et Salvatore Zannino.
- 2016 : Burbank International Film Festival de la meilleure série télévisée dramatique pour The Bay
- Daytime Emmy Awards 2016 : Meilleures nouvelles approches (série télévisée dramatique) pour The Bay
- 2016 : HollyWeb Festival de la meilleure série télévisée dramatique pour The Bay
- Daytime Emmy Awards 2017 : Meilleures nouvelles approches (série télévisée dramatique) pour The Bay
- Daytime Emmy Awards 2020 : Meilleures nouvelles approches (série télévisée dramatique) pour The Bay

### Nominations
- 1993 : Soap Opera Digest Awards de la star masculine le plus hot dans une série télévisée dramatique pour Amour, Gloire et Beauté
- 1994 : Soap Opera Digest Awards de la star masculine le plus hot dans une série télévisée dramatique pour Amour, Gloire et Beauté
- 1995 : Soap Opera Digest Awards du couple de soap opéra le plus hot partagé avec Katherine Kelly Lang dans une série télévisée dramatique pour Amour, Gloire et Beauté
- 1997 : Soap Opera Digest Awards de la star masculine le plus hot dans une série télévisée dramatique pour Amour, Gloire et Beauté
- 1998 : Soap Opera Digest Awards de la star masculine le plus hot dans une série télévisée dramatique pour Amour, Gloire et Beauté
- 2005 : Soap Opera Digest Awards du triangle amoureux favori partagé avec Katherine Kelly Lang et Jack Wagner dans une série télévisée dramatique pour Amour, Gloire et Beauté

## Filmographie
- 2004 : Christmas in Love
- 1987 : Piège mortel à Hawaï d'Andy Sidaris : Rowdy Abilene
- 1983  :  Le Choix des seigneurs, (titre original :italien : I Paladini: Storia d'armi e d'amori) réalisé par Giacomo Battiato